# Matton (Ardennes)
Pour les articles homonymes, voir Matton.
Matton est une localité de Matton-et-Clémency et une ancienne commune française, située dans le département des Ardennes en région Grand Est.

## Histoire
Elle fusionne avec la commune de Clémency, en 1793, pour former la commune de Matton-et-Clémency. L'ancienne commune devient le chef-lieu de la nouvelle commune.